# 小行星2867
小行星2867（2867 Šteins）是1969年由苏联天文学家尼古拉·切爾尼赫在克里米亚天体物理观测台发现的主带小行星。这颗小行星以拉脱维亚和苏联天文学家卡利斯·斯坦斯命名。2008年，欧洲太空总署的无人探测飞船罗塞塔号曾经造访这颗小行星。

## 物理特征
欧洲南方天文台的天文学家在2006年出版的一份报告中指出小行星2867是一颗E-型小行星，直径大约为4.6公里。罗塞塔号在造访这颗小行星之前，曾经通过光变曲线分析发现，它的外观不规则，自转周期为6小时，没有卫星。
在罗塞塔号造访后，欧洲南方天文台将其描述为“天空的一颗钻石”，因为在远处看它的外观和钻石非常相似，一极比较宽，而另外一极是比较尖。在宽的一极有一个直径2.1公里的大环形山，这使得天文学家感到困惑：很难想象这颗直径在5公里左右的小行星能在如此猛烈的撞击下能够保存下来。科学家通过罗塞塔号拍摄的照片计算出小行星2867的尺寸是6.67 x 5.81 x 4.47公里。

## 罗塞塔号的造访
2008年9月5日，罗塞塔号无人探测器以8.6公里/秒的低速（相对于之前的速度）掠过小行星2867，两者的最近距离不到800公里。 罗塞塔号计划将飞越两颗小行星，这是第一次，而第二次则在2010年飞越21号小行星鲁特西亚（司琴星）。罗塞塔造访的时机是在从探测器的角度看小行星刚好被太阳照亮的时候，使得探测器拍摄的照片清晰而准确。

## 表面特徵
小行星2867的撞擊坑命名方式非常奇特，是除了月海和水星山脈外，沒有以人名或地名等專有名詞命名的。

### 區
小行星2867上的區(地形特徵與周圍環境明顯不同)，以小行星2867的發現者命名。
| 名稱       | 名字來源                        |
| ---------- | ------------------------------- |
| 切爾尼赫區 | 尼古拉·切爾尼赫，蘇聯天文學家。 |

### 撞擊坑
小行星2867的撞擊坑，以各種寶石命名。
| 名稱               | 名字來源       |
| ------------------ | -------------- |
| 瑪瑙撞擊坑         | 瑪瑙。         |
| 紫翠玉撞擊坑       | 紫翠玉。       |
| 鐵鋁石榴子石撞擊坑 | 鐵鋁石榴子石。 |
| 天河石撞擊坑       | 天河石。       |
| 紫水晶撞擊坑       | 紫水晶。       |
| 海藍寶石撞擊坑     | 海藍寶石。     |
| 金綠玉撞擊坑       | 金綠玉。       |
| 黃水晶撞擊坑       | 黃水晶。       |
| 鑽石撞擊坑         | 鑽石。         |
| 祖母綠撞擊坑       | 祖母綠。       |
| 石榴石撞擊坑       | 石榴石。       |
| 玉撞擊坑           | 玉。           |
| 青金石撞擊坑       | 青金石。       |
| 孔雀石撞擊坑       | 孔雀石。       |
| 黑曜石撞擊坑       | 黑曜石。       |
| 縞瑪瑙撞擊坑       | 縞瑪瑙。       |
| 蛋白石撞擊坑       | 蛋白石。       |
| 貴橄欖石撞擊坑     | 貴橄欖石。     |
| 藍寶石撞擊坑       | 藍寶石。       |
| 黃玉撞擊坑         | 黃玉。         |
| 電氣石撞擊坑       | 電氣石。       |
| 綠松石撞擊坑       | 綠松石。       |
| 鋯石撞擊坑         | 鋯石。         |